# Psoroma
Psoroma Ach. ex Michx. (trociniak) – rodzaj grzybów z rodziny strzępcowatych (Pannariaceae). Ze względu na współżycie z glonami zaliczany jest do grupy porostów.

## Systematyka i nazewnictwo
Pozycja w klasyfikacji według Index Fungorum: Pannariaceae, Peltigerales, Lecanoromycetidae, Lecanoromycetes, Pezizomycotina, Ascomycota, Fungi.
Synonimy nazwy naukowej: Phloeopannaria Zahlbr., Psoromatomyces Cif. & Tomas.
Nazwa polska według W. Fałtynowicza.

## Niektóre gatunki
- Psoroma asperellum (Nyl.) Nyl. 1863
- Psoroma caliginosum Stirt. 1877
- Psoroma fruticulosum P. James & Henssen 1983
- Psoroma hirsutulum Nyl. ex Cromb. 1875
- Psoroma hypnorum (Vahl) Gray 1821 – trociniak mchowy
- Psoroma macquariense C.W. Dodge 1970
- Psoroma multifidum P.M. Jørg. 2004
- Psoroma pholidotoides (Nyl.) Trevis. 1869
- Psoroma soccatum R. Br. ex Cromb. 1879
- Psoroma sphinctrinum (Mont.) Nyl. 1855

Nazwy naukowe na podstawie Index Fungorum. Uwzględniono tylko taksony zweryfikowane. Nazwy polskie według W. Fałtynowicza.